# Le Moustique récalcitrant
Pour plus de détails, voir Fiche technique et Distribution.
Le moustique récalcitrant est un film français réalisé par Louis et Auguste Lumière, sorti en 1905.
Il s'agit du numéro 2023 du catalogue de la firme de production Lumière. C'est un film à gag. Ce genre de comédie est apparu avec le cinéma.

## Synopsis
À la terrasse d'un café, un moustique vole autour d'un client attablé.